# Samantha Magee
Samantha Magee (Hartford, 10 de julio de 1983) es una deportista estadounidense que compitió en remo.
Participó en los Juegos Olímpicos de Atenas 2004, obteniendo una medalla de plata en la prueba de ocho con timonel. Ganó una medalla de oro en el Campeonato Mundial de Remo de 2007, en la misma prueba.

## Palmarés internacional
| Juegos Olímpicos   | Juegos Olímpicos  | Juegos Olímpicos | Juegos Olímpicos |
| Año                | Lugar             | Medalla          | Prueba           |
| ------------------ | ----------------- | ---------------- | ---------------- |
| 2004               | Atenas (Grecia)   | Medalla de plata | Ocho con timonel |
| Campeonato Mundial |                   |                  |                  |
| Año                | Lugar             | Medalla          | Prueba           |
| 2007               | Múnich (Alemania) | Medalla de oro   | Ocho con timonel |